# Benvenuto Terzi
Benvenuto Terzi (* 28. September 1892 in Bergamo; † 28. Oktober 1980 ebenda) war ein italienischer Komponist und Konzertgitarrist.

## Leben und Wirken
Benvenuto Terzi war das jüngste von sechs Kindern eines Apothekers. Er erlernte den Beruf eines Buchhalters, den er über dreißig Jahre ausübte. Nebenbei brachte er sich als Autodidakt das Gitarrespielen bei. Anfang der 1920er Jahre hatte er erste Auftritte am Königlichen Konservatorium in Mailand und am Donizetti-Theater in Bergamo, später trat er auch im Ausland auf, unter anderem in der Schweiz und in Belgien. 1925 war er der erste Preisträger des Internationalen Gitarren-Wettbewerbs der Zeitschrift „Il Plettro“. Im Jahr 1934 begründete er mit einem Freund die Zeitschrift „La Chitarra“.
Terzi schrieb mehrere Gitarrenschulen. Als eine seiner wichtigsten Arbeiten gilt die Bearbeitung der Metodo completo per chitarra von Ferdinando Carulli, die erstmals 1955 bei Ricordi erschien. Er komponierte etwa 70 musikalische Werke und bearbeitete Stücke von Frédéric Chopin, Pjotr Iljitsch Tschaikowski, Johann Sebastian Bach, Ludwig van Beethoven und Franz Schubert für die Gitarre.
In seinem Nachlass fanden sich Korrespondenzen mit bekannten Gitarristen wie Andrés Segovia, Emilio Pujol und Miguel Llobet.

## Schriften
- Teoria e insegnamento della chitarra. Appunti, Bologna 1935.
- Dizionario dei chitarristi e liutai italiani. La Chitarra, Bologna 1937.
- Ferdinando Carulli: Metodo completo per chitarra. Bearbeitet von Benvenuto Terzi. Ricordi, Mailand 1955.
- Raccolta di Studi Progressivi Dei Piu Noti Autori per Chitarra Classica. Ricordi, Mailand 1962.
- Opere scelte per chitarra. Bearbeitet von Angelo Gilardino. Bèrben, Ancona 1995.